# Umberto Franzini
Umberto Franzini (Cremona, 11 novembre 1919 – 21 novembre 1943) è stato un calciatore italiano, di ruolo terzino.

## Carriera
Ha esordito in Serie B con la maglia della Cremonese diciottenne, il 7 novembre 1937 nella partita Cremonese-Alessandria (1-4). Con i grigiorossi ha giocato per sei stagioni, tre in Serie B e tre in Serie C con 115 presenze e 3 reti realizzate. Nello stesso periodo ha giocato anche 10 partite di Coppa Italia.

## Palmarès

### Club

#### Competizioni nazionali
- Serie C: 1

Cremonese: 1941-1942